# Mylor Bridge
Pour les articles homonymes, voir Mylor.
Mylor Bridge est un village des Cornouailles, en Angleterre, au Royaume-Uni. Le village fait partie de la paroisse civile de Mylor.